# Rio Birchiș
O Rio Birchiş é um rio da Romênia afluente do Rio Izvor, localizado no distrito de Arad.